# Laurens Bicker

Stammwappen der Familie Bicker

Laurens Pietersz Bicker (* 1563 in Amsterdam; † 1606) war ein holländischer Admiral, Händler und Reisender in Guinea. 

## Familie
Laurens Bicker entstammte der Amsterdamer Regentenfamilie Bicker. Seine Eltern waren Pieter Pietersz Bicker und Lijsbeth Banninck (eine Vorfahrin von Frans Banninck Cocq). Sein Bruder Gerrit Bicker war der Vater der bedeutenden Amsterdamer Bürgermeister Andries, Johan und Cornelis Bicker.

## Chronik
Laurens Bicker übersiedelte im Jahre 1585 von Amsterdam nach Alkmaar, denn er war ein Gegner der calvinistischen Politik, welche nach der Alteratie von Amsterdam zutage kam. Gemeinsam mit seinem Bruder Gerrit Bicker gründete er die Compagnie van Guinee. Laurens Bicker unternahm selbst eine lange Reise, um neue Handelsgebiete für ebendiese zu erschließen. 
Am 4. August 1598 fuhr Bicker als Admiral von zwei Schiffen mit hundert Mann Besatzung, worunter sich auch Cornelis van Heemskerck befand, nach Guinea, zum Río de la Plata und nach Uruguay.

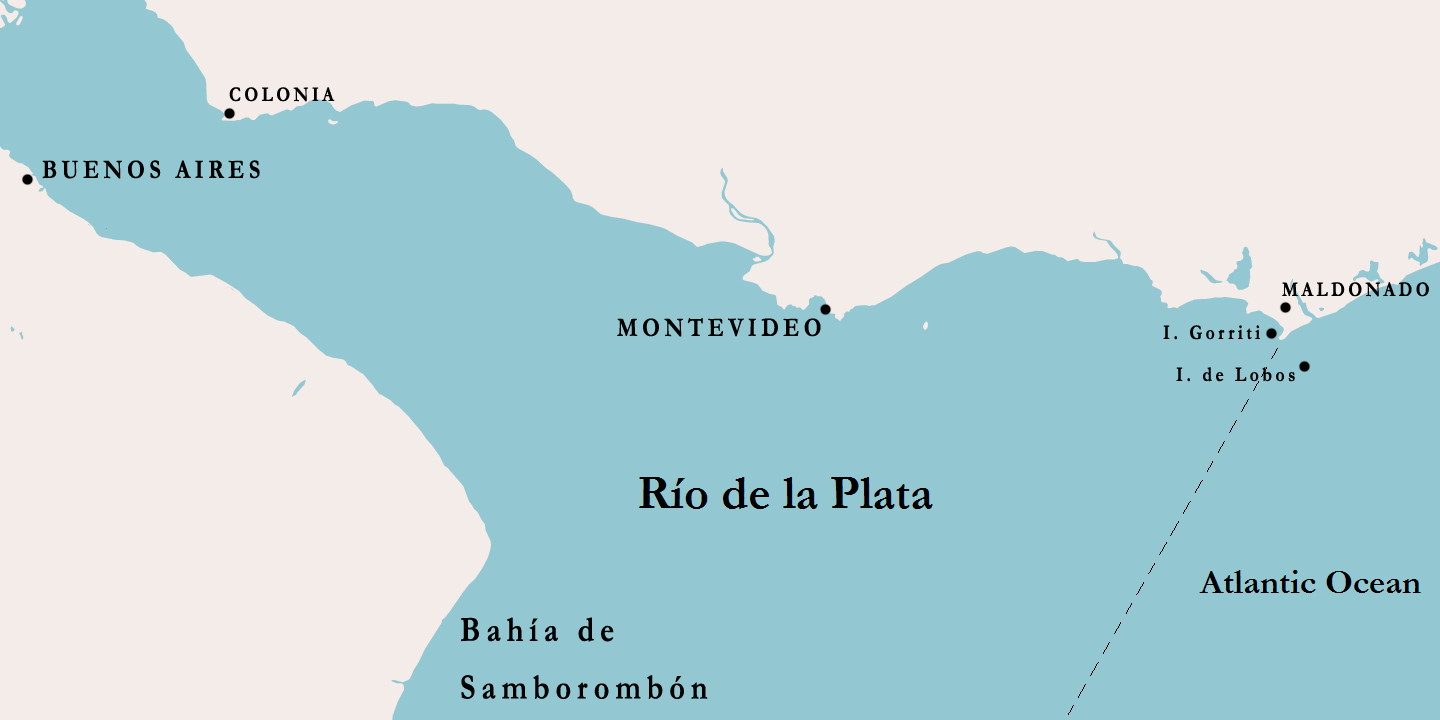
Mündung vom Rio de la Plata

Am 15. Februar 1599 erreichte die Expedition die Küste der Insel Principe. Am folgenden Tag kam es zu einer Auseinandersetzung mit Portugiesen, wobei Van Heemskerck für die Dauer eines Tages in Gefangenschaft saß. Am 2. März verließen sie Sao Tomé, welches sich während des zweitägigen Aufenthaltes in niederländischem Besitz gestanden hatte. Am 18. März trennten sich die beiden Schiffe und jenes unter Laurens Bicker, genannt De Silveren Werelt, fuhr nach Buenos Aires. Am Rio de la Plata bekamen sie die Zustimmung des spanischen Gouverneurs mit Waren zu handeln. Am Allerheiligenbaai wurden die beiden Schiffe von den Portugiesen gekapert, und am 1. Jänner 1600 in Brand gesteckt. Die übergebliebene niederländische Besatzung wurde nach Lissabon geschafft. Auf dem Weg dorthin wurden sie überfallen und Laurens Bicker gelangte durch eine glückliche Fügung zur Freiheit.
Im August desselbigen Jahres haben Laurens und Gerrit Bicker ihre Brauerei "Sleutel" am Grimburgwal verkauft; im November verkaufte Laurens sein Grundstück am Singel.
Am 28. Januar 1601 leiteten Gerard le Roy und Laurens Bicker die zwölfte Expedition nach Indien, welche durch die Vereenigde Zeeuwse Compagnie, eine der Vorkompanien der Niederländischen Ostindien-Kompanie, ausgerüstet worden war. Am 23. August landeten sie bei Aceh in Indonesien, wo Frederick de Houtman durch den Sultan gefangen gesetzt worden war. Nach einer missglückten Befreiung durch den Admiral Paulus van Caerden konnte Bicker de Houtman befreien.